# Galina Minaiczewa
Galina Jakowlewna Minaiczewa, po mężu Szarabidze ros. Галина Яковлевна Минаичева (Шарабидзе) (ur. 29 grudnia 1929 w Moskwie, zm. 28 stycznia 2025 w Tbilisi) – rosyjska gimnastyczka, reprezentantka ZSRR, medalistka olimpijska z Helsinek.

## Sukcesy
| Rok  | Zawody               | Miasto   | Miejsce | Konkurencja        |
| ---- | -------------------- | -------- | ------- | ------------------ |
| 1952 | Igrzyska olimpijskie | Helsinki | 1       | Wielobój drużynowo |
| 1952 | Igrzyska olimpijskie | Helsinki | 2       | Przybory drużynowo |
| 1952 | Igrzyska olimpijskie | Helsinki | 3       | Skok               |
| 1954 | Mistrzostwa świata   | Rzym     | 1       | Wielobój drużynowo |